# 灰竹
灰竹（学名：Phyllostachys nuda），或稱裸箨竹，为禾本科刚竹属下的一个种。

## 扩展阅读
- 維基物種上的相關：灰竹